# Судетская область

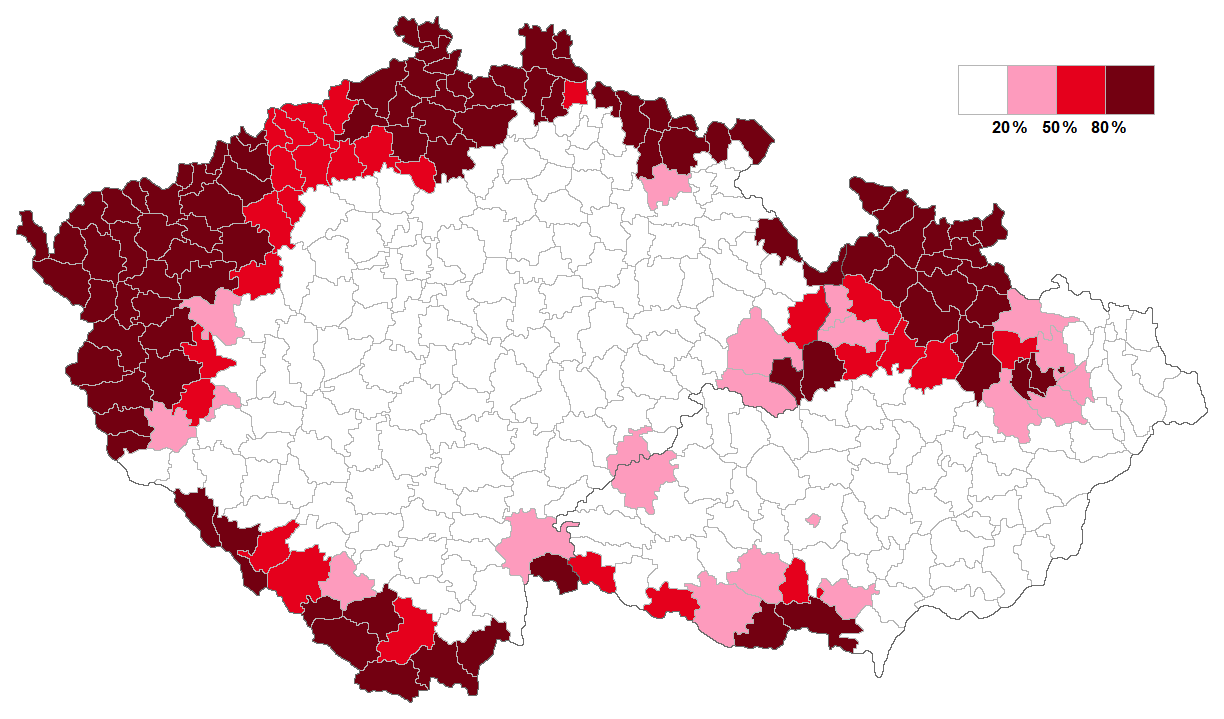
Территории с не менее чем 20%-м немецким населением на 1930 год (в том числе Судетская область) на карте сегодняшней Чехии

Суде́тская область, также Суде́ты и Судетенланд (чеш. Sudety, нем. Sudetenland, пол. Kraj Sudetów) — пограничный регион Чехии, промышленно развитая, богатая полезными ископаемыми область на севере и северо-западе Чехии и сельская область на юго-западе и юге Чехии, получившая своё название от расположенных на её территории гор Судеты. До 1945 года — место компактного проживания судетских немцев.

## Топонимиканазвания Судеты
Происхождение имени Судеты неоднозначно. Чаще всего толкования утверждают, что оригинальный физико-географический термин Судета (чеш. Sudéta) это слово кельтского происхождения, состоящие из основы грамматики (корня) sud- (кабан) и суффикса -éta (лес), вместе таким образом, «Лес кабанов». Иногда упоминается другая интерпретация, с использованием древнегерманского слова «Sudtha», переводится как «лес». Термин подтвердил ещё в древности Клавдий Птолемей. Однако неясно, действительно ли это слово на его карте обозначало одни и те же горные хребты.

### Богатые Судеты и бедные Судеты
Социальный географ Радим Перлин разделяет Судеты на богатые Судеты и бедные Судеты. Район богатых Судет определяется на основе бывшей чешско-немецкой этнической границы. Увеличение немецкого населения в зоне поселения вдоль северо-западной и северо-восточной границы Чехии. Богатые Судеты располагаются от Ашсекого выступа через Карловарскую область, область Чешское среднегорье, Либерец, перешеек предгорья до Есеницко и Опавско.
Для богатых Судет характерна индустриализация и урбанизация. Район бедных Судет простирается вдоль юго-западной, южной и юго-восточной границы Чехии. Бедные Судеты определяются на основе первоначальной этнической границы, но в отличие от богатых Судет в сельской местности.

## История

### История Судет в начале XX века
Ещё до Первой мировой войны в Судетах возникло пангерманское движение (DAP), из которого позже (косвенно) возникли NSDAP и SdP.
После окончания войны споры о точной форме границ вновь созданного государства Чехословакия привели к нескольким вооружённым конфликтам, самым серьёзным из которых была Польско-чехословацкая война (1919—1920) в южной части Силезии (тогда ещё Судеты не были точно определены).

### После распада Австро-Венгрии

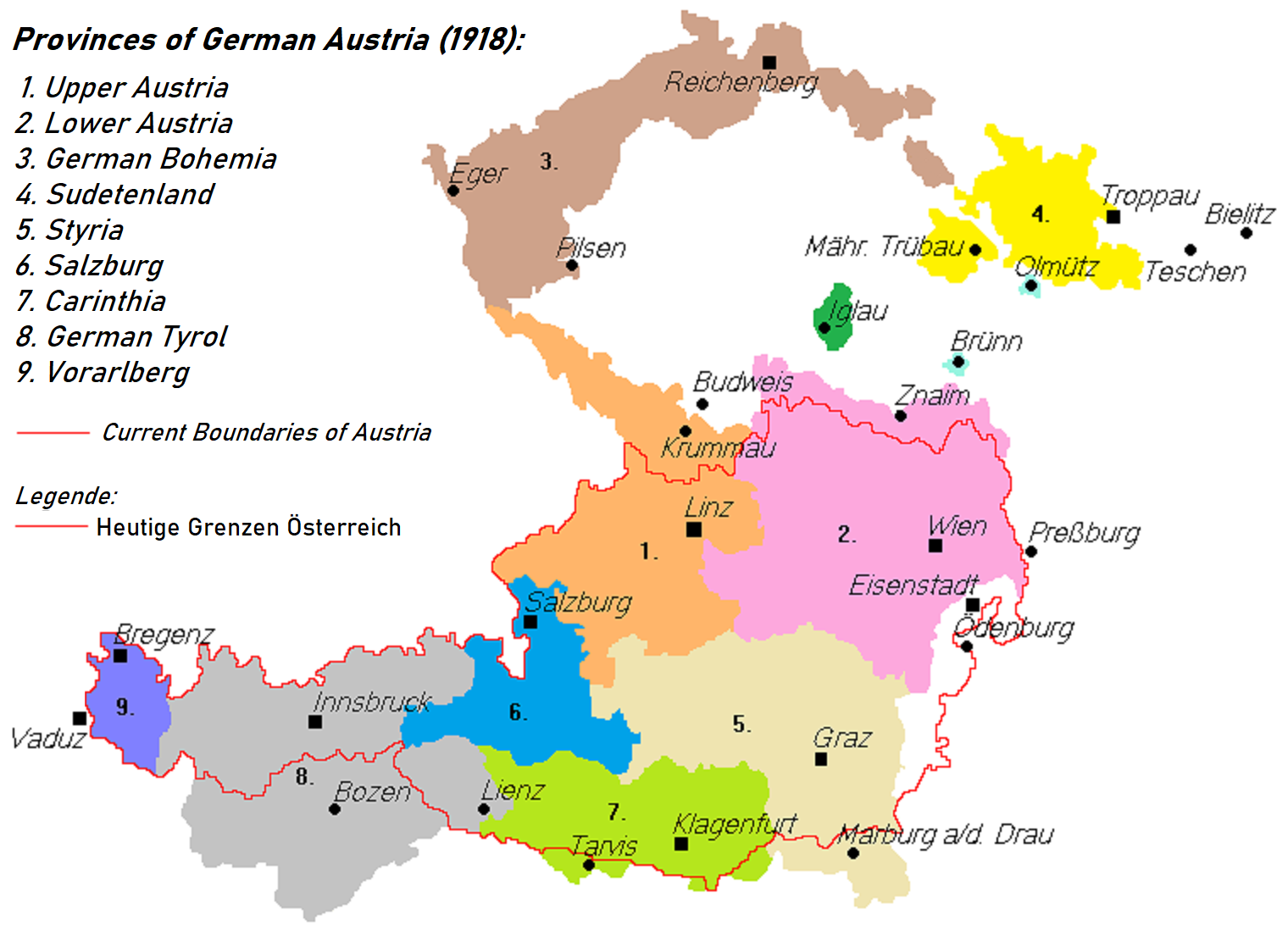
Провинции Немецкая Богемия (3) и Судетенланд (4) в провозглашённой в 1918 году республике Немецкая Австрия

В 1918 году при распаде Австро-Венгрии на немецкоязычных территориях была провозглашена республика Немецкая Австрия, которая в ноябре 1918 года объявила о создании на территории приграничной Чехии провинций Немецкая Богемия и Судетенланд. Однако попытки присоединения чешских территорий были подавлены чехословацкими войсками. И в 1919 году Сен-Жерменский договор закрепил суверенитет Чехословакии над Судетской областью.

#### Провозглашение автономной провинции

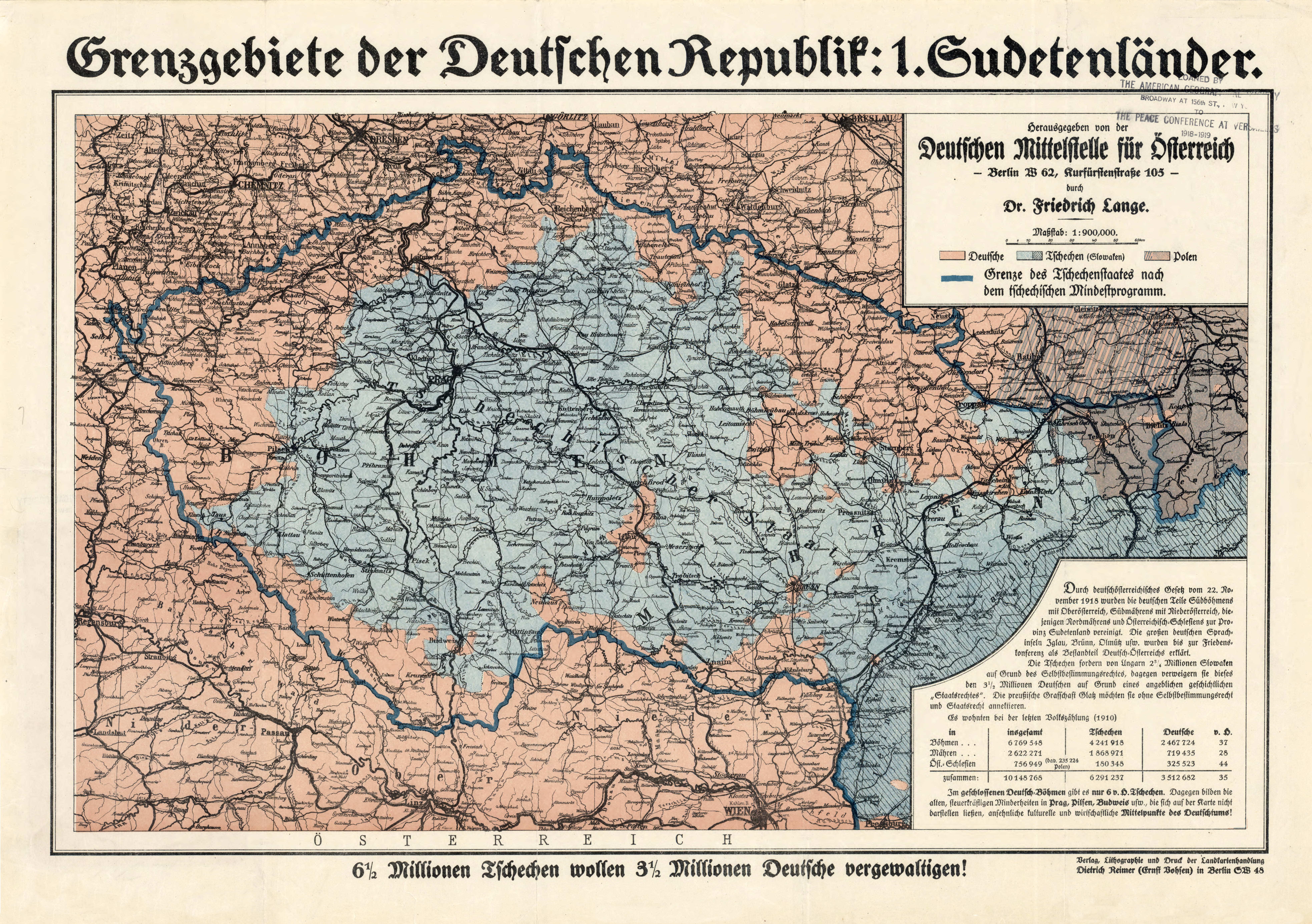
Этнографическая карта Судетской области Чехословакии, 1919 г.

После создания Чехословакии в 1918 году немцы, живущие в пограничных частях Чехии, Моравии и бывшей Австрийской Силезии, объявили 29 и 30 октября следующие четыре автономные провинции, протянувшийся вдоль границ Австрии и Германии, которые требовали независимости от Чехословакии:
- Deutschböhmen (Немецкая Богемия), охватывающая северо-запад и Север Чехии, с центром в Либерце.

- Sudetenland (чеш. Sudetsko) (провинция Судетенланд) , включала северо-восток Чехии, в том числе Орлицкие горы, в северо-западе Моравии и запад бывшей Австрийской Силезии с центром в городе Опава. Имела площадь около 6 543 км2 и около 650 000 жителей.

- Böhmerwaldgau (Шумавская жупа) в состав входили юго-запад, юг и юго-восток Чехии, с центром в Прахатицах. Представители объявили о связи с верхней Австрией.

- Deutschsüdmähren (Немецкая южная Морава) — Южная Морава, с центром в Зноймо. Представители этой части объявили о связи с нижней Австрией. Эта область начиналась от Бржецлава и включала Микулов, Зноймо и Славонь (Микулов был до 1960 года районным центром, а затем районный центр был перенесён в Бржецлав). В то время во всех населённых пунктах была проведена перенумерация домов, все дома получили новые номера (номера домов в Чехословакии, как и в современной Чехии, состоят из двух частей — номер, уникальный для административного округа (číslo popisné)/номер по улице; изменилась первая часть). Приезжие из Германии или Австрии были вынуждены обращаться к местным архивам, чтобы найти дома, в которых они когда-то жили.

### Аннексия нацистской Германией

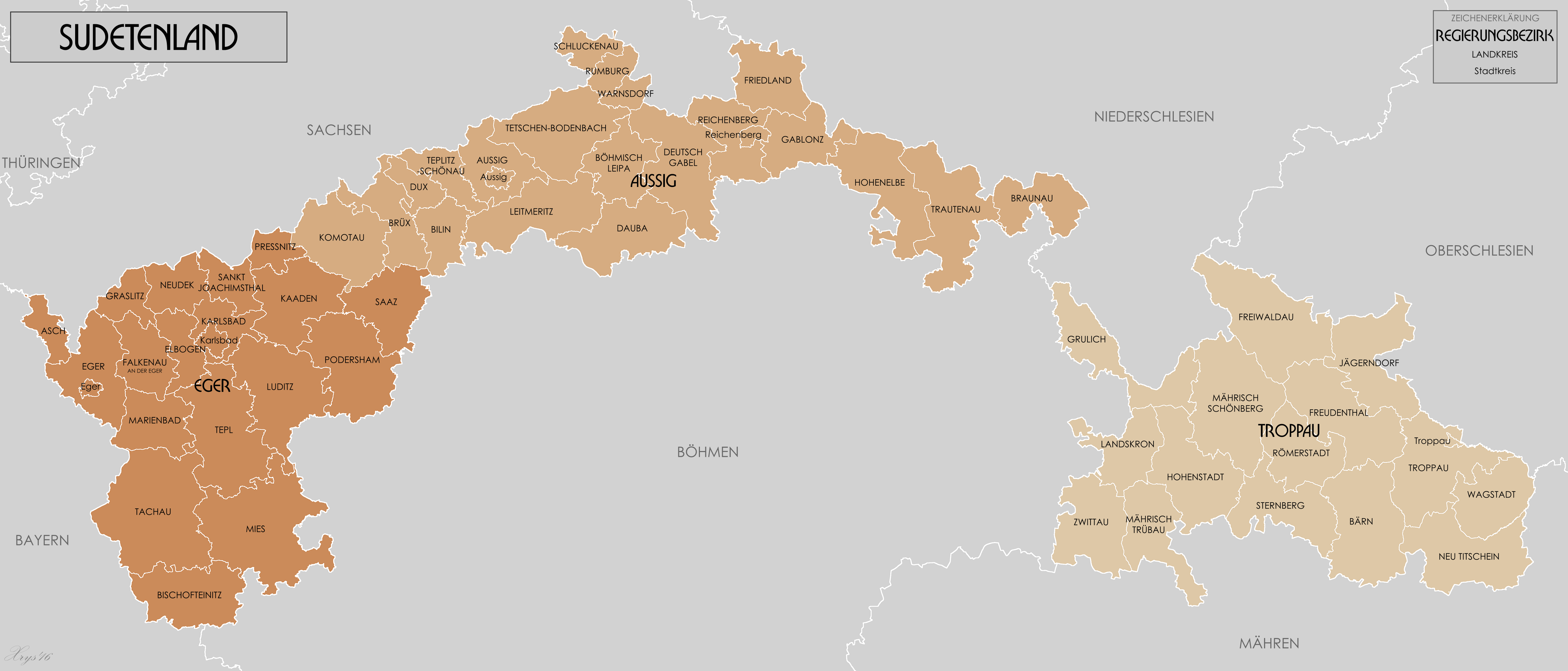
Рейхсгау Судетенланд (1938—1945)

В 1938 году пронацистская Судето-немецкая партия спровоцировала крупные беспорядки в приграничных областях Чехословакии, обратившись к германскому руководству с просьбой о помощи. Согласно Мюнхенскому соглашению 1938 года, Судетская область на территории бывших австрийских провинций Немецкая Богемия и Судетенланд вошла в состав нацистской Германии в качестве рейхсгау Судетенланд (нем. Reichsgau Sudetenland) со столицей в Рейхенберге (Либерце) и делилась на три округа — Ауссиг, Карлсбад и Троппау.
Площадь аннексированной территории составила 41 тыс. км², население — 4,9 млн человек.
Другие районы Судетской области были присоединены к Баварии и к расположенным на территории бывшей Австрии альпийским и дунайским рейхсгау Верхний Дунай и Нижний Дунай. Рейхсгау просуществовали до 1945 года.

Герб рейхсгау Судетенланд (1940—1945)

Герб рейхсгау Судетенланд состоял из двух частей. На левой стороне: герб Богемии — святовацлавский орёл; на правой стороне: герб Судетской Силезии и Моравии — моравско-силезский орёл; внизу — герб Эгерланда.

### После войны
После Второй мировой войны, в соответствии с декретами Бенеша, этнические немцы из Чехословакии были депортированы. В настоящее время термин «Судетская область», имевший прежде всего этническое содержание, не употребляется.